# Ctenitis
Ctenitis es un género de helechos perteneciente a la familia  Dryopteridaceae. Contiene 336 especies descritas y de estas, solo 102 aceptadas.

## Descripción
Tienen hábitos terrestres o raramente rupícolas; rizoma erecto a oblicuamente ascendente; lámina 1-pinnado-pinnatífida a 4-pinnado-pinnatífida, catádroma, a menudo glandulosa, las glándulas cilíndricas, adpresas; ejes prominentes en la superficie de la lámina, no sulcados adaxialmente, pelosos adaxialmente y esparcida a densamente escamosos abaxialmente, los tricomas generalmente rojizos, romos, aplanados con las paredes de células adyacentes torcidas, las escamas delgadas, a menudo clatradas; nervaduras libres, las puntas delgadas (no claviformes), terminando antes del margen, o en el margen, los nérvulos basiscópicos basales (en spp. con hojas 2- a más pinnadas) saliendo desde la cóstula, no desde la costa; pedículos esporangiales con tricomas glandulosos unicelulares, cilíndricos; indusio presente o ausente; tiene un número de cromosomas de x=41.

## Taxonomía
El género fue descrito por Carl Christensen y publicado en Notul. Syst. (Paris) 7: 86. 1938.

## Especies aceptadas
A continuación se brinda un listado de las especies del género Ctenitis aceptadas hasta enero de 2013, ordenadas alfabéticamente. Para cada una se indica el nombre binomial seguido del autor, abreviado según las convenciones y usos:
- Ctenitis abyssi
- Ctenitis aciculata
- Ctenitis alpina
- Ctenitis alteroblumei
- Ctenitis ampla
- Ctenitis angusta
- Ctenitis anniesii
- Ctenitis apicalis
- Ctenitis aspidioides
- Ctenitis atrorubens
- Ctenitis baulensis
- Ctenitis bigarellae
- Ctenitis bivestita
- Ctenitis blepharochlamys
- Ctenitis boholensis
- Ctenitis borbonica
- Ctenitis bullata
- Ctenitis bulusanica
- Ctenitis calcicola
- Ctenitis cheilanthina
- Ctenitis chiapasensis
- Ctenitis chiriquiana
- Ctenitis cirrhosa
- Ctenitis clathrata
- Ctenitis coriacea
- Ctenitis crinita
- Ctenitis croftii
- Ctenitis crystallina
- Ctenitis cumingii
- Ctenitis cyclochlamys
- Ctenitis decurrentipinnata
- Ctenitis deflexa
- Ctenitis desvauxii
- Ctenitis dianguiensis
- Ctenitis dingnanensis
- Ctenitis distans
- Ctenitis dolphinensis
- Ctenitis dumrongii
- Ctenitis eatonii
- Ctenitis elata
- Ctenitis equestris
- Ctenitis erinacea
- Ctenitis eriocaulis
- Ctenitis erythradenia
- Ctenitis excelsa
- Ctenitis falciculata
- Ctenitis fenestralis
- Ctenitis fijiensis
- Ctenitis flexuosa
- Ctenitis grisebachii
- Ctenitis guidianensis
- Ctenitis harrisii
- Ctenitis hemsleyana
- Ctenitis hirta
- Ctenitis humida
- Ctenitis humilis
- Ctenitis hypolepioides
- Ctenitis interjecta
- Ctenitis iriomotensis
- Ctenitis jinfoshanensis
- Ctenitis kinabaluensis
- Ctenitis kjellbergii
- Ctenitis koordersii
- Ctenitis laetevirens
- Ctenitis lanceolata
- Ctenitis latifrons
- Ctenitis lorencei
- Ctenitis madagascariensis
- Ctenitis mannii
- Ctenitis maritima
- Ctenitis mascarenarum
- Ctenitis melanochlamys
- Ctenitis melanosticta
- Ctenitis meridionalis
- Ctenitis mexicana
- Ctenitis microchlaena
- Ctenitis microlepigera
- Ctenitis minima
- Ctenitis minutiloba
- Ctenitis muluensis
- Ctenitis nemorosa
- Ctenitis nigrovenia
- Ctenitis ochrorachis
- Ctenitis oophylla
- Ctenitis paleolata
- Ctenitis pallatangana
- Ctenitis pallens
- Ctenitis paranaensis
- Ctenitis parvula
- Ctenitis pauciflora
- Ctenitis pedicellata
- Ctenitis propinqua
- Ctenitis pseudorhodolepis
- Ctenitis rapensis
- Ctenitis refulgens
- Ctenitis salvinii
- Ctenitis samoensis
- Ctenitis santae-clarae
- Ctenitis sciaphila
- Ctenitis seramensis
- Ctenitis setosa
- Ctenitis silvatica
- Ctenitis sinii
- Ctenitis sloanei
- Ctenitis sotoana
- Ctenitis squamigera
- Ctenitis strigilosa
- Ctenitis subconnexa
- Ctenitis subdryopteris
- Ctenitis subglandulosa
- Ctenitis submarginalis
- Ctenitis subobscura
- Ctenitis sumbawensis
- Ctenitis tabacifera
- Ctenitis thelypteroides
- Ctenitis thwaitesii
- Ctenitis truncicola
- Ctenitis ursina
- Ctenitis waiwaiensis
- Ctenitis variabilis
- Ctenitis velata
- Ctenitis vellea
- Ctenitis vilis